# Имашева, Галия Шакировна
Галия Шакировна Има́шева (4 (17) мая 1915 — 5 января 1995) — советская театральная художница. Народный художник РСФСР (1973).

## Биография
Имашева Галия Шакировна родилась 4 (17) мая 1915 года в городе Камень (ныне Камень-на-Оби, Алтайский край). В 1931 году окончила Уфимский техникум искусств. Педагогами Имашевой были основатели живописи Башкортостана К. С. Девлеткильдеев и А. Э. Тюлькин.
Творческая деятельнось Имашевой как театральной художницы началась в 1934 году в Баймакском колхозно-совхозном театре. С 1936 года она работала в Башкирском академическом театре драмы (БАТД) имени М. Гафури в Уфе, а с 1946 по 1988 годы она являлась главной художницей театра.
Член СХ СССР с 1938 года.
Оформляла театральные спектакли, концерты Башкирского ансамбля народного танца, писала эскизы к своим работам, эскизы национальных костюмов. В 1979 году она подготовила костюмы для кинофильма «Всадник на золотом коне» (Мосфильм).
Эскизы к этому спектаклю Галия Шакировна создала для драматических театров Уфы, Горького, Бреста, Златоуста, Салавата.
В 1965—1971 годах — председатель правления Союза художников БАССР.
Жила и работала в Уфе. Умерла 5 января 1995 года. В память о ней в Уфе, на доме по улице Коммунистической, 75/1, где долго проживала Галия Шакировна, была установлена мемориальная доска.
Произведения Г. Ш. Имашевой имеются в крупных музеях страны: театральном музее имени А. А. Бахрушина в Москве, в Башкирском художественном музее имени М. В. Нестерова и др.

## Выставки
С 1937 года Имашева участвовала в республиканских, декадных, зональных, всероссийских, всесоюзных и зарубежных выставках.
- Республиканские, Уфа, все с 1937 года, кроме молодёжных 1972 и 1976 годов.
- Декадная выставка произведений художников БАССР, Москва, 1955.
- Декадная выставка произведений художников БАССР, Москва, Ленинград, 1969.
- Зональные выставки «Урал социалистический»: Свердловск, 1964; Пермь, 1967; Челябинск, 1969; Уфа, 1974.
- Выставка произведений художников БАССР, посвященная 100-летию со дня рождения В. И. Ленина, г. Ульяновск, 1970.
- Выставка произведений художников 3-х зон, Москва, 1971.
- Выставка произведений художников автономных республик РСФСР, 1971.
- Всероссийская выставка работ театральных художников, Москва, 1957.
- Выставка «Советский театр 1917—1958», Москва, 1958.
- Выставка «Советская Россия», Москва, 1960.
- Всероссийская выставка работ театральных художников, Казань, 1961.
- Всероссийская выставка работ художников театра и кино, Уфа, 1961.
- Всероссийская выставка, посвященная Всероссийской конференции художников театра, Москва, 1961.
- Всесоюзная выставка работ художников театра и кино, Москва, 1956.
- Всесоюзная выставка, посвященная 40-летию Великого Октября, Москва, 1957.
- Всесоюзная выставка «Слава труду», 1976.
- Выставка «Художники театра и кино», Ленинград, 1974.
- Выставка «Советская Россия-5», Москва, 1975.
- Всесоюзная выставка «По Ленинскому пути», посвященная 60-летию Великого Октября, Москва, 1977.
- Персональная выставка, театр им. М. Н. Ермоловой, Москва, 1972.
- Персональная выставка, Ленинград, 1975.
- Персональная выставка, Алма-Ата, 1977.
- Персональная выставка, театр им. Комиссаржевской, Ленинград, 1973.
- Персональная выставка, Казань, 1975.
- Персональная выставка, театр им. М. Ауэзова, Алма-Ата, 1978.
- Персональная выставка, театр им. Мукими, Ташкент, 1978.
- Выставка к фестивалю национальной драматургии, Дом актера ВТО, Москва, 1974.
- Выставка произведений художников БАССР в ГДР, Галле, 1975.

## Основные работы
Оформление спектаклей «На дне» (1939); «Карлугас» Бикбая (1938), «Черноликие» по Гафури (1938), «Тансулпан» Даяна (1941), «Герои» по роману «Молодая гвардия» Фадеева (1947), «Семья» Попова (1950), «Салават» Бикбая (1953), «Одинокая берёза» Карима (1951), «Дядя Ваня» (1954), «Чайка» (1961), «Третья патетическая» (1959).
Оформлены спектакли Башкирского Академического театра драмы: «Башмачки» Х. Ибрагимова, «Галиябану» М. Файзи, «Черноликие» М. Гафури, «Карлугас» Б. Бикбая, «Дядя Ваня» А. П. Чехова, «Магомет» Вольтера, «Мария Тюдор» В. Гюго, «Страна Айгуль», «В ночь лунного затмения», «Салават» М. Карима, «Нэркэс» И. Юмагулова, «Матери ждут сыновей» А. Мирзагитова;
Спектакли Республиканском русском драматическом театре: «Тансулпан» К. Даяна;
Спектакли в Башкирском Государственном театре оперы и балета: оперы «Карлугас» Н. К. Чемберджи, «Акбузат» Х. Ш. Заимова и А. Э. Спадавеккиа, балет «Журавлиная песнь» Л. Б. Степанова и др.
Эскизы декораций к опере «Карлугас», бум. гуашь, 1949. Эскизы декораций к драме М. Гафури «Кара Юзляр», к. темп., 1952—1954, 1964. Эскизы декораций к пьесе А. П. Чехова «Дядя Ваня», к. темп., 1955. Эскизы декораций к пьесе М. Карима «Одинокая береза», к. темп., 1955., 1964, 1969. Эскизы декораций к пьесе Н. Асанбаева «Счастье человека», х. темп., 1960, 1967. Эскизы декораций к пьесе Н. Хикмета «Чудак», х. темп., 1967. Эскизы декораций к пьесе «Остров Афродиты», х. темп., 1967. Эскизы декораций к пьесе «Чудеса в гостиной», х. темп., 1967. Эскизы декораций к пьесе И. Юмагулова «Легенда Нэркес», х. темп., 1968—1969. Эскизы декораций к драме Вольтера «Магомет», х. темп., 1968. Эскизы декораций к пьесе «Не забудь меня, солнце», х. темп., 1969. Эскизы декораций к пьесе Э. де Филиппо «Филумена Мортурано», х. м., 1969. Эскизы декораций к пьесе С. Мифтахова «Зимагоры», х. темп., 1969. Эскизы декораций к пьесе И. Абдуллина «Я песней вернусь», х. темп., 1971. Эскизы декораций к пьесе М. Карима «Страна Айгуль», х. темп., 1972. Эскизы декораций к. драме М. Карима «Салават», к. пастель, 1973—1974. Эскизы декораций к пьесе В. Гюго «Мария Тюдор», к. пастель, 1974. Эскизы декораций к пьесе Ю. Чепурина «Мое сердце с тобой», х. темп., 1974. Эскизы декораций к балету X. Ахметова и Н. Сабитова «Легенда о батыре», х. м., 1973—1974 гг. Эскизы декораций к пьесе А. Атнабаева «Огонь», х. темп., 1974. Эскизы декораций к пьесе А. Мирзагитова «Матери ждут сыновей», х. темп., 1975. Эскизы декораций к пьесе Н. Асанбаева «Белая сирень», х. темп., 1976,

## Награды и звания
- два ордена «Знак Почёта» (1949, 1971)
- медаль «За доблестный труд в Великой Отечественной войне 1941—1945 гг.» (1946)
- народный художник РСФСР (1973)
- народный художник Башкирской АССР (1970)
- заслуженный деятель искусств РСФСР (1955)
- заслуженный деятель искусств Башкирской АССР (1943)
- Государственная премия РСФСР имени К. С. Станиславского (1967) — за оформление спектакля «Ночь лунного затмения» М. Карима, поставленного на сцене Башкирского ГАТД
- Почётная грамота Президиума Верховного Совета Башкирской АССР (1969)